# Brithys pancratii
Brithys pancratii là một loài bướm đêm trong họ Noctuidae.